# Neoardelio alternatus
Neoardelio alternatus är en tvåvingeart som först beskrevs av Walker 1861.  Neoardelio alternatus ingår i släktet Neoardelio och familjen bredmunsflugor. Inga underarter finns listade i Catalogue of Life.